# Eva Lustigová
Eva Lustigová (* 22. srpna 1956 Praha) je česká spisovatelka, dokumentaristka, zakladatelka a výkonná ředitelka nadačního fondu Arnošta Lustiga.

## Život
Eva Lustigová se narodila 22. srpna 1956 v Praze do rodiny Věry a Arnošta Lustigových. Do roku 1968 navštěvovala základní školu v Praze. V srpnu 1968 byla rodina na dovolené v Itálii, odkud po okupaci Československa a měsíčním rozhodování odjeli lodí do Haify v Izraeli. V Izraeli se naučila hebrejsky a schopnost naučit se rychle cizí jazyk si ověřila po roce, kdy se rodina vrátila do Evropy a usadila se v Záhřebu, kde otec dostal práci. Po chorvatštině následovala, po přestěhování do Iowa City ve Spojených státech amerických v roce 1970 i výuka angličtiny. Výukou jazyků si také v USA přivydělávala a později, během vysokoškolského studia prodávala v módních obchodech, kde dokázala zákazníkům dobře poradit a složit jim i celý outfit. Její rady využívá celá rodina. V USA vystudovala magisterské studium byznysu a kulturní antropologii. Má titul magistry mezinárodního obchodu z George Washington University a bakalářky kulturní antropologie z American University Washington. Po studiích pracovala jako projektová manažerka na první mezinárodní studii shromažďující srovnatelné ukazatele domácího násilí na ženách. Později přijala nabídku pracovat pro Světovou zdravotnickou organizaci při Organizaci spojených národů v Ženevě a působila v oblasti boje proti AIDS a později v oddělení genderové rovnosti. Je vdaná, má dva syny a žije střídavě v Ženevě a v Praze.
Péči o odkaz svého otce Arnošta Lustiga se věnuje s bratrem Josefem. Ten vystudoval film na The American University ve Washingtonu DC., NYU i na FAMU, žije v Arlingtonu poblíž Washingtonu a pracuje jako univerzitní přednášející. Učí mezikulturní komunikaci a filmovou produkci, vyučuje holokaust ve filmu v USA i na odborných školách v České republice.

## Dílo
- 2011 – Žít je Lustig (herečka) - dokument

- 2011 – LUSTIG, Arnošt. Povídky: [soubor textů otce a dcery]. V tomto souboru 1. vyd. Praha: Mladá fronta, 2011. 148 s ISBN 978-80-204-2531-7

- 2012 – Tvoje slza, můj déšť: Přítomnost Arnošta Lustiga (scenáristka, producentka, režisérka dokumentu) - film

- 2012 – LUSTIGOVÁ, Eva. Tvoje slza, můj déšť: Přítomnost Arnošta Lustiga: dialogy. 1. vyd. Praha: Mladá fronta, 2012. 182 s. ISBN 978-80-204-2634-5

- 2020 – 21. srpna vznik Nadačního fondu Arnošta Lustiga

- 2021 – LUSTIG, Arnošt a LUSTIGOVÁ, Eva, ed. Vlny štěstí Arnošta Lustiga, aneb, My jsme chtěli jiný svět. Vydání první. Praha: Euromedia Group, a.s., 2021. 299 stran. ISBN 978-80-242-7130-9

- 2022 – "Já chci být člověk" Zpráva Arnošta Lustiga hvězdám a nejen jim (mezinárodní putovní výstava - kurátorka)